# Bartłomiej Stawiarski
Bartłomiej Eugeniusz Stawiarski (ur. 1 maja 1979 w Strzelcach Opolskich) – polski polityk, historyk i samorządowiec, poseł na Sejm VIII kadencji, od 2018 do 2024 burmistrz Namysłowa.

## Życiorys
Na Wydziale Nauk Historycznych i Pedagogicznych Uniwersytetu Wrocławskiego uzyskał magisterium z historii (2006) i archeologii (2007). Na tej samej uczelni w 2011 otrzymał stopień doktora nauk humanistycznych w zakresie historii (na podstawie pracy pt. Żydzi w średniowiecznym Wrocławiu). Pracował na stanowisku komendanta Środowiskowego Hufca Pracy w Namysłowie, a następnie w Namysłowskim Ośrodku Kultury (jako instruktor odpowiedzialny za funkcjonowanie Izby Regionalnej). W latach 2009–2014 prowadził własną działalność gospodarczą.
W 2010 bezskutecznie ubiegał się o mandat radnego Namysłowa (z ramienia związanego z PSL lokalnego stowarzyszenia Wspólnota Obywatelska). W 2014 z ramienia Prawa i Sprawiedliwości bezskutecznie ubiegał się o stanowisko burmistrza Namysłowa, zajmując w I turze głosowania czwarte miejsce. Został natomiast wybrany na radnego powiatu namysłowskiego, po czym objął stanowisko wicestarosty. W 2015 bez powodzenia kandydował do Sejmu w okręgu opolskim, otrzymując 3299 głosów. Został jednak posłem w marcu 2016, zastępując Jerzego Żyżyńskiego, powołanego do Rady Polityki Pieniężnej.
W 2018 ponownie został kandydatem PiS na burmistrza Namysłowa, wygrywając wybory na ten urząd w drugiej turze głosowania. Urząd objął 22 listopada 2018, składając ślubowanie na pierwszej sesji nowej rady miejskiej. W 2024 nie został wybrany na urząd burmistrza na kolejną kadencję (przegrywając w drugiej turze z Jackiem Fiorem). Nie uzyskał też w tych wyborach mandatu radnego miejskiego.

## Odznaczenia
W 2021 został odznaczony Złotym Krzyżem Zasługi.

## Życie prywatne
Żonaty z Marzeną, ma trzech synów.